# Colubrina arborescens
Colubrina arborescens är en brakvedsväxtart som först beskrevs av P. Mill., och fick sitt nu gällande namn av Charles Sprague Sargent. Colubrina arborescens ingår i släktet Colubrina och familjen brakvedsväxter. Inga underarter finns listade i Catalogue of Life.